# Canti Orfici
Canti Orfici è una raccolta di componimenti letterari in prosimetro scritta da Dino Campana.
Fu originariamente composta nel 1913, in una prima ed unica stesura che portava il titolo Il più lungo giorno, che fu consegnata per la pubblicazione a Giovanni Papini e ad Ardengo Soffici; quest'ultimo perse però il manoscritto originale, costringendo Campana a riscrivere l'opera quasi interamente a memoria.
Per lungo tempo l'autografo dell'originale si considerò perduto: venne ritrovato solamente nel 1971, tra le carte di Soffici.

## Storia di un manoscritto
Nell'anno accademico 1912-1913, quando Campana frequentava l'Università di Bologna, il poeta aveva incominciato a scrivere su alcuni modesti fogli goliardici bolognesi delle liriche –  Montagna, La Chimera, La cafard (Nostalgia del viaggio), Dualismo - Ricordi di un vagabondo. Lettera aperta a Manuela Tchegarray sulla rivista Il Papiro, Torre rossa e Scorcio, su Il Goliardo – che in seguito rielaborati entreranno a far parte dei Canti Orfici.
Ma nel 1913, messo insieme un manoscritto piuttosto consistente che, come si seppe molti anni dopo, aveva intitolato Il più lungo giorno, pensò di rivolgersi a chi dirigeva in quel periodo la rivista letteraria Lacerba, consegnando ad Ardengo Soffici e a Giovanni Papini la prima stesura originale del suo manoscritto.

### Il manoscritto perduto (1913)
Secondo la ricostruzione dello stesso Campana: "venuto l'inverno andavo a Firenze al Lacerba a trovare Papini che conoscevo di nome. Lui si fece dare il mio manoscritto (non avevo che quello) e me lo restituì il giorno dopo e in un caffè mi disse che non era tutto quello che si aspettava ma che era 'molto molto' bene e mi invitò alle Giubbe rosse per la sera... per tre o quattro giorni andò avanti poi Papini mi disse che gli rendessi il manoscritto ed altre cose che avevo, che l'avrebbe stampato. Ma non lo stampò. Io partii non avendo più soldi (dormivo all'asilo notturno ed era il giorno che facevano le puttane sul palcoscenico alla serata futurista incassando cinque o seimila lire) e poi seppi che il manoscritto era passato in mano di Soffici. Scrissi 5 o 6 volte inutilmente per averlo e mi decisi di riscriverlo a memoria...".
Il manoscritto andò perduto e vide la stampa solo nel 1973 dopo essere stato ritrovato, nel 1971, tra le carte di Soffici.

### La prima edizione (1914)
Riscritti, ricostruiti o modificati servendosi sia della memoria e certamente dagli appunti rimastigli, i versi e le prose di quel manoscritto videro la luce nell'edizione Ravagli nel giugno del 1914 con il titolo Canti Orfici e il sottotitolo in tedesco Die Tragödie des letzten Germanen in Italien ("La tragedia dell'ultimo germano in Italia"), e con la dedica "A Guglielmo II imperatore dei germani l'autore dedica", che una successiva leggenda vorrebbe che l'autore si premurò di strapparne personalmente la pagina da tutte le copie di cui riusciva a entrare in possesso.
Questa prima stampa ebbe notevoli difficoltà, nessun successo e il poeta stesso andava a vendere copie del libro nei caffè di Firenze e di Bologna oppure agli amici tramite sottoscrizione.

### La seconda edizione (1928)
Nel 1928 l'editore Vallecchi pensò a una ristampa dei Canti Orfici, senza nemmeno chiedere il permesso a Campana che in quel periodo era ricoverato in manicomio, e affidò la cura del progetto a un giornalista e letterato, Bino Binazzi.
Il libro venne pubblicato con il titolo Canti Orfici ed altre liriche e comprendeva, oltre i testi presenti nell'edizione del '14, alcune liriche del Campana apparse tra l'agosto del 1915 e il marzo 1917 su vari giornali e riviste.
Il Binazzi ne invia una copia a Dino Campana che dopo averlo ringraziato (lettera a Bino Binazzi dell'11 aprile 1930) aggiunge: "A Marradi presso l'editore Ravagli si devono trovare ancora almeno cinquecento copie ne la lezione originale: la Vallecchi varia qua e là non so perché: poco importa giacché è un compenso dovuto a la modernità de l'edizione senza dubbio. Rimasugli di versi, strofe canticchiate se ne potrebbe riempire un quadernetto. Ma che farne. Tutto va per il meglio nel peggiore dei mondi possibili: variante vallecchiana. Passo lunghe ore pensando a la vanità del tutto". Frasi queste che fanno pensare e lasciano ancora aperte molte questioni sia sulla malattia mentale di Campana, sia sul manoscritto.

### Altre edizioni (dal 1941 ad oggi)
Enrico Falqui nel 1941 ristampa i Canti Orfici riportandoli alla versione di Marradi e nel 1942 pubblica un volume a parte di inediti che rivela materiale ricchissimo, tra appunti e rielaborazioni, che nessuno sospettava.
Nel 1949, a cura di Franco Matacotta, apparve un Taccuino che conteneva tutto il materiale che era in possesso di Sibilla Aleramo e nel 1960 un Taccuinetto faentino a cura di Domenico De Robertis con la presentazione di Enrico Falqui e nel 1972 il Fascicolo marradese a cura di Federico Ravagli che raccoglieva altri testi manoscritti ritrovati nella casa della famiglia Campana a Marradi.
Nel 1973 vengono pubblicati i due volumi Opere e contributi, a cura di Enrico Falqui con la presentazione di Mario Luzi, le note di Domenico De Robertis e Silvio Ramat arricchiti dal carteggio con Sibilla Aleramo.
Nel frattempo era stato ritrovato il manoscritto affidato da Campana a Papini e Soffici e in seguito perduto. La notizia del ritrovamento veniva data da Mario Luzi il 17 giugno 1971 sul Corriere della Sera in un articolo dal titolo: "Un eccezionale ritrovamento fra le carte di Soffici. Il quaderno di Dino Campana". Infatti era accaduto che nel riordinare le carte di Soffici, morto nel 1964, era riapparso il manoscritto di Dino Campana.

## Struttura dei Canti Orfici
Il libro di Campana si alterna tra la prosa e i versi ad imitazione di Rimbaud e Baudelaire, che erano stati i precursori nel creare un rapporto tra i due distinti codici linguistici in una stessa opera unitaria.
Il libro appare con una struttura ben precisa composta dal titolo, sottotitolo e dedica, i testi ed il colophon con cui si chiude l'opera.

### Titolo
Canti Orfici sostituisce il titolo precedente, Il più lungo giorno, che era la citazione di un passo de Il ritorno compreso nella terza parte del poemetto in prosa «La notte»: 
(La notte)
 passo che nei Canti Orfici è poi scomparso.
Con l'aggettivo "Orfico",  Campana alludeva (benché nell'opera manchino richiami espliciti) ad Orfeo, il mitico poeta delle origini capace di incantare le fiere e di sfidare la morte scendendo agli Inferi per fare tornare alla vita l'amata Euridice. Il personaggio di Orfeo, la cui vicenda è nota soprattutto per essere stata narrata nel quarto libro delle Georgiche da Virgilio, aveva ispirato nell'antichità un culto iniziatico denominato appunto Orfismo. Definendo dunque Orfici i suoi Canti, Campana vuole sottolinearne alcuni aspetti: il carattere di una poesia originaria, che ha radici remote e misteriose (forse anche in polemica con l'esaltazione futurista della modernità), di una poesia notturna, che scende nei recessi profondi dell'animo umano e fa uso di un linguaggio criptico sfidando le convenzioni del linguaggio comune. Inoltre Orfeo, secondo Virgilio, muore fatto a pezzi  dalle donne dei Ciconi, così come viene fatto a pezzi il fanciullo evocato nel colophon dell'opera.
Va peraltro detto che al mito di Orfeo fanno riferimento anche altri poeti dell'epoca e che Campana conosceva certamente il capitolo Orphée (Les mystères de Dyonysos) dei Grands initiés, Esquisse de l'histoire secrète des religions di Edouard Shuré, opera che, pubblicata in francese nel 1889 e tradotta in italiano nel 1906, godette di uno straordinario successo di pubblico.

### Sottotitolo e dedica
Sotto il titolo Canti Orfici vi è scritto Die Tragödie des letzten Germanen in Italien ("La tragedia dell'ultimo Germano in Italia") e sulla pagina seguente la dedica: A Guglielmo Imperatore dei Germani l'autore dedica.
Siamo alla vigilia dello scoppio della prima guerra mondiale e la scelta di questa dedica, in un clima che si stava facendo sempre più rovente, sembra a dir poco inopportuna.
In realtà il poeta dà la spiegazione di questa scelta in una lettera del marzo 1916 indirizzata a Emilio Cecchi: «Ora io dissi die tragödie des lezten germanen in Italien mostrando di aver nel libro conservato la purezza del germano (ideale non reale) che è stata la causa della loro morte in Italia. Ma io dicevo ciò in senso imperialistico e idealistico, non naturalistico. (Cercavo idealmente una patria non avendone). Il germano preso come rappresentante del tipo morale superiore (Dante Leopardi Segantini)».
È chiaro quindi che Campana aveva in mente la parola "germano" come sinonimo di "purezza" e quindi lo aveva usato come aggettivo positivo per evidenziare una differenza. La dedica che segue è pertanto la conseguenza logica di quanto affermava e il poeta rende omaggio al "proprio" sovrano.
Non è vero quanto la leggenda è andata affermando e cioè che in seguito Campana volesse eliminare quelle pagine così pericolose. Si sa da una lettera a Mario Novaro, che risale a prima del maggio 1916, che il poeta voleva che l'appellativo germanico rimanesse: «La condizione della stampa è che non sia omesso: Poeta germanicus». Per quanto poi riguarda la parola "tragedia",  non vuol dire altro che il poeta si sentiva in una posizione tragica e, nel sottotitolo, egli anticipa quanto di sofferto autobiografismo ci sarà nel libro.

### I testi
Nel mettere a confronto il manoscritto del Più lungo giorno e il volume dei Canti Orfici si comprende che siamo di fronte a un solo libro, i Canti Orfici, del quale Il più lungo giorno è solamente un insieme di testi senza un progetto preciso.
Il più lungo giorno è costituito da diciotto componimenti poetici, cinque in prosa, o misti di prosa e versi, e tredici in versi.
I Canti Orfici sono costituiti da ventinove componimenti di cui quindici già presenti nella precedente stesura e quattordici nuovi tra cui dieci in prosa che servono a riequilibrare il testo: quindici componimenti in versi e quattordici in prosa, con l'evidente intento di evidenziare un percorso.

### Il "colophon"
In fondo al volume Campana inserisce in forma di cul-de-lampe una citazione modificata di un verso di Walt Whitman tratto dal poemetto Song of Myself:
They were all torn
and cover'd with
the boy's
blood
Il verso di Whitman recitava: The three were all torn and cover'd with the boy's blood ("I tre uomini erano tutti laceri e ricoperti dal sangue del ragazzo").
Quanto sia importante per Campana questa chiusura lo si può comprendere da ciò che il poeta stesso scrive a Emilio Cecchi nel marzo del 1916: «Se vivo o morto lei si occuperà ancora di me la prego di non dimenticare le ultime parole che sono le uniche importanti del libro. La citazione è di Walt Whitman che adoro nel Song of Myself quando parla della cattura del flour of the race of rangers».
Campana quindi si identifica con i giovani massacrati a tradimento della poesia di Whitman. Così, tra la "tragedia" del sottotitolo e questa conclusione, esiste un legame non solo autobiografico ma anche filosofico e cosmico.

## Tematiche

### Il viaggio
Il tema centrale dell'opera di Campana è quello del viaggio, onirico o reale, lontano (la pampa argentina) o vicino (i luoghi ricorrenti sono Faenza, Firenze, Genova e Bologna).

Campana, influenzato da D'Annunzio, prende da lui, nei momenti peggiori, l'enfasi e si affida alla suggestione retorica, pronto a trasformare gli elementi autobiografici in una vicenda romantica affidati a un cromatismo insistente con un io che domina la scena: 
(Sogno di prigione.)

Nei momenti in cui Campana riesce a scrivere con un certo distacco e controllo, nasce una grande capacità di ritrarre il paesaggio con uno stile espressionistico dove affiorano i ricordi e le letture: 
(La Verna)

Così, in questo itinerario di viaggio, appaiono dalla memoria città fantastiche: 
(Viaggio a Montevideo)

Questi ricordi sono rivissuti in una vertigine che deforma le cose ma non le cancella: 
(Pampa)

Alle volte Campana si sofferma a descrivere con un "barocchismo crepuscolare" che trasforma gli elementi del paesaggio in emozioni e fa scivolare le parole leggere: 
(Crepuscolo mediterraneo)

### La notte
(La speranza sul torrente notturno)
Per Campana la notte è la protagonista di ogni forma di esistenza ed è nella notte che ogni mistero si celebra o si chiarisce.
Elementi notturni li troviamo in molti versi della raccolta, da Firenze a Dualismo, da La giornata di un nevrastenico alla Pampa, da La chimera a Sogno di un prigioniero, dal Canto delle tenebre a Genova.

## Nuovi linguaggi
Tra i poeti del Novecento italiano, Campana è colui che ha cercato di incorporare nella sua poesia tutti gli effetti dei nuovi mezzi di tecnica e di produzione.
Oltre alla passione che il poeta dimostrò verso l'elettricità, vista come simbolo del nuovo mondo ma facilmente ricollegabile a quello antico, un posto importante va assegnato ai rapporti tra la poesia di Campana e il nuovo linguaggio cinematografico.

### La poesia di Campana e il linguaggio cinematografico
Il più lungo giorno recava come sottotitolo: La notte mistica dell'amore e del dolore - Scorci bizantini e morti cinematografiche e una precedente versione riportava semplicemente: Cinematografia sentimentale.
Molti sono i passi dei Canti Orfici che, rivelando ritmi e dinamismi, uso dei primi piani, scorciature e salti temporali, denotano una appassionata conoscenza del nuovo mezzo.
Nel passo La notte ritroviamo la semplice e pura riproduzione di una proiezione cinematografica della quale Campana coglie il valore straniante dello spettacolo cinematografico al confronto della realtà. C'è una fiera e il poeta accompagna la donna amata in una sala cinematografica del tempo:
Una odalisca di gomma respirava sommessamente e volgeva attorno gli occhi d'idolo. E l'odore acuto della segatura che felpava i passi e il sussurrio delle signorine del paese attonite di quel mistero. "È così Parigi? Ecco Londra. La battaglia di Muckden". Noi guardavamo intorno: doveva essere tardi. Tutte quelle cose viste per gli occhi magnetici delle lenti in quella luce di sogno! Immobile presso a me io la sentivo divenire lontana e straniera mentre il suo fascino si approfondiva sotto la frangia notturna dei suoi capelli. Si mosse. Ed io sentii con una punta d'amarezza tosto consolata che mai più le sarei stato vicino. La seguii dunque come si segue un sogno che si ama vano: così eravamo divenuti a un tratto lontani e stranieri dopo lo strepitoso della festa, davanti al panorama scheletrico del mondo»
(Dino Campana da Canti Orfici.)

## Dal testo allo schermo
Nel 1998, con il titolo Il più lungo giorno, è stato realizzato un film sulla vita del poeta, scritto e diretto da Roberto Riviello ed interpretato da Gianni Cavina, Roberto Nobile e Giuseppe Battiston.

## L'autografo
Il manoscritto de Il più lungo giorno è conservato nella Biblioteca Marucelliana di Firenze, dove dal 20 marzo 2005 è accessibile agli studiosi.
A deciderlo è stato l'ultimo proprietario, l'Ente Cassa di Risparmio di Firenze, che nel 2004 se lo aggiudicò per 175000 € a un'asta di Christie's.
La Biblioteca Marucelliana ha curato un'edizione digitale ad alta definizione del manoscritto, completa di testo critico e audio, liberamente consultabile in rete.

## Edizioni
- Canti Orfici,  Marradi, Tipografia F. Ravagli,1914.
- Canti Orfici ed altre liriche. Opera completa, prefazione di B. Binazzi, Firenze, Vallecchi, 1928.
- Canti Orfici, a cura di Enrico Falqui, terza edizione, Firenze,  Vallecchi, 1941.
- Canti Orfici e altri scritti, a cura di Enrico Falqui, Firenze, Vallecchi, 1952, 1960, 1962.
- Canti Orfici e altri scritti, nota biografica a cura di Enrico Falqui, nota critica e commento di Silvio Ramat, Firenze, Vallecchi, 1966.
- Canti Orfici e altri scritti, a cura di Arrigo Bongiorno, introduzione di Carlo Bo, Milano, Mondadori, 1972.
- Opere e contributi, a cura di E. Falqui, prefazione di Mario Luzi, note di Domenico De Robertis e Silvio Ramat, 1972.
- Il più lungo giorno, 2 voll., Firenze, Vallecchi, 1973
  - vol. I: Riproduzione anastatica del manoscritto ritrovato dei Canti Orfici;
  - vol. II: Prefazione di Enrico Falqui, testo critico a cura di Domenico De Robertis.
- Canti Orfici, Introduzione e commento di Fiorenza Ceragioli, Firenze, Vallecchi, 1985.
- Canti Orfici e altre poesie, introduzione e note di N. Bonifazi, Milano, Garzanti, 1989.
- Canti Orfici, a cura di M. Lunetta, Roma, Newton Compton, 1989.
- Opere. Canti Orfici, Versi e scritti sparsi pubblicati in vita, Inediti, Introduzione e cronologia della vita dell'autore di Sebastiano Vassalli, note ai testi e nota bibliografica a cura di Carlo Fini, Milano, TEA, 1989.
- Canti Orfici, Edizione critica a cura di G. Grillo, Firenze, Vallecchi, 1990.
- Canti Orfici, commento di M. Caronna, Messina, Rubbettino, 1993.
- Canti Orfici, a cura di R. Ridolfi, introduzione di P. L. Ladron de Guevara,  Firenze,Libreria Chiari, 1994 (ristampa anastatica dell'edizione di Marradi, 1914)
- Canti Orfici, a cura di C. Bene, Milano, Bompiani, 1999 (con compact disc).
- Canti Orfici e altre poesie, a cura di Renato Martinoni, Torino, Einaudi, 2003.
- Il più lungo giorno, a cura di Stefano Giovannuzzi, Firenze, Le Càriti, 2004.
- Canti Orfici, Ristampa anastatica a cura di Fabio Barricalla e Andrea Lanzola, con un apocrifo di Marco Ercolani, una nota di Veronica Pesce e un 'plauso' di Giovanni Boine, Savona, Matisklo, 2016.
- Canti Orfici, Ristampa anastatica dell'edizione del 1914 a cura di Rodolfo Ridolfi con il contributo di Luigi Bonaffini, Edizioni Il Papavero, 2021.
- L'opera in versi e in prosa, curatore Gianni Turchetta, collana I Meridiani, Milano, Mondadori, 2024.